# Bile Bay
Bile Bay är en vik i Guam (USA).   Den ligger i kommunen Merizo, i den sydvästra delen av Guam, 24 km söder om huvudstaden Hagåtña.
Genomsnittlig årsnederbörd är 2 405 millimeter. Den regnigaste månaden är september, med i genomsnitt 611 mm nederbörd, och den torraste är april, med 26 mm nederbörd.